# Paradiso slovacco
Il Paradiso slovacco (in slovacco Slovenský raj) è un massiccio montuoso della Slovacchia centro-orientale. le due alture sono parte dei Spišsko-gemerský kras, suddivisione Monti Metalliferi Slovacchi, nei Carpazi occidentali. Le città più vicine sono Spišská Nová Ves a nord e Dobšiná a sud. La zona è nota per le sue gole e cascate ed è interessata dal Parco nazionale del Paradiso slovacco.